# Bernic
Bernic (szlovákul Brnice) Szielnic településrésze, korábban önálló falu Szlovákiában, a Zsolnai kerületben, a Liptószentmiklósi járásban.

## Fekvése
Liptószentmiklóstól 12 km-re északnyugatra, most már Szielnictől délre, a Szentmáriai-víztározó partján található. A víztározó megépítése előtt még Szielnictől északra feküdt, de a víztározó miatt Szielnic északabbra költözött.

## Története
II. András birtokadományaként került 1230-ban egy Sibran nevű keresztes vitéz tulajdonába, kinek Perislaus, Maravigh és Dworzee nevű unokái 1290-ben III. András-tól a közeli Szielnic birtokjogát is megkapták. 1304-ben a család Benk nevű leszármazottjának birtokában találjuk. Mátyás király 1478-ban a Maravigh leszármazottaknak adományozta, mely oklevél „Bernych” alakban említi. 1516-ban „Brnicz” néven bukkan fel. A 16. században a Kmoskó és Omasztó családoké. 1784-ben 19 házában 91 lakos élt.
A 18. század végén Vályi András így ír róla: „BERNITZE. Brintze. Tót falu Liptó Vármegyében, lakosai katolikusok, fekszik Tarnócznak szomszédságában, mellynek filiája, nagy Bobrócztól sem meszsze, birtokosai külömbféle Urak, határja meglehetős.”
1828-ban 8 háza és 68 lakosa volt, akik főként mezőgazdasággal foglalkoztak.
Fényes Elek 1851-ben kiadott geográfiai szótárában így ír a faluról: „Bernicze, (Brnic), tót falu, Liptó vgyében, 21 kath., 47 evang. lak. F. u. Kmoskó, Omazta s m. t.”
1910-ben 44, túlnyomórészt szlovák lakosa volt. A trianoni diktátumig Liptó vármegye Németlipcsei járásához tartozott.
1924-ben Szielnichez csatolták.

## Lásd még
- Szielnic